# Населення Севастополя
За даними перепису населення України 2001 року, постійне населення всієї території, підпорядкованої Севастопольській міській раді становила 377 200 осіб, з них міське населення — 358,1 тисяч осіб, сільське населення — 21,4 тисячі особи.
Стійка тенденція до збільшення народжуваності, що зберігається в останні роки (+66 % за 10 років), позитивно позначилася на природному прирості населення. З 2004 року по 2010 рік відзначається поступове зростання чисельності населення Севастополя (на 1,7 тис.) — до 380 404 осіб (станом на 2010 рік).

## Національний склад
Згідно з даними всеукраїнського перепису 2001 року росіяни становили 71,6 % населення, українці — 22,4 %, білоруси — 1,6 %, татари — 0,7 %, кримські татари — 0,5 %, вірмени — 0,3 %, євреї — 0,3 %, молдовани — 0,2 %, азербайджанці — 0,2 %.
Національний склад населення міста Севастополь станом на 2001 рік
| №  | Національність  | Кількість осіб | Відсоток до загальної кількості |
| -- | --------------- | -------------- | ------------------------------- |
| 1  | Росіяни         | 269 953        | 71,58 %                         |
| 2  | Українці        | 84 420         | 22,38 %                         |
| 3  | Білоруси        | 5 872          | 1,56 %                          |
| 4  | Татари          | 2 512          | 0,67 %                          |
| 5  | Кримські татари | 1 858          | 0,49 %                          |
| 6  | Вірмени         | 1 319          | 0,35 %                          |
| 7  | Євреї           | 1 016          | 0,27 %                          |
| 8  | Молдовани       | 801            | 0,21 %                          |
| 9  | Азербайджанці   | 629            | 0,17 %                          |
| 10 | Поляки          | 580            | 0,15 %                          |
| 11 | Інші            | 8 193          | 2,17 %                          |
|    | Разом           | 377 153        | 100 %                           |

Динаміка національного складу Севастополя за 1926–2001 рр., %
|                 | 1926 | 1939 | 1959 | 1989 | 2001 |
| --------------- | ---- | ---- | ---- | ---- | ---- |
| росіяни         | 70,3 | 70,5 | 76,7 | 74,4 | 71,6 |
| українці        | 11,7 | 14,2 | 17,2 | 20,7 | 22,4 |
| білоруси        | 0,8  | 0,5  | 1,3  | 1,9  | 1,6  |
| кримські татари | 1,6  | 4,3  |      | 0,1  | 0,5  |
| вірмени         | 1,2  | 0,9  |      | 0,1  | 0,3  |
| євреї           | 8,2  | 5,5  | 2,0  | 0,7  | 0,3  |
| поляки          | 1,5  | 0,6  | 0,3  |      | 0,2  |
| греки           | 1,6  | 1,5  | 0,1  |      | 0,1  |

## Мовний склад
Динаміка рідної мови населення Севастополя за переписами, %
| мова       | 1897 | 1926 | 2001 |
| ---------- | ---- | ---- | ---- |
| російська  | 63,5 | 84,4 | 91,4 |
| українська | 13,7 | 4,3  | 6,5  |
| татарська  | 3,4  | 3,0  | 0,8  |
| єврейська  | 6,9  | 3,1  | 0,0  |

За переписом 2001 р. більшість населення Севастополя (90,6 %) вважали російську мову рідною, українську мову рідною вважали 6,8 %. Російська мова має статус регіональної в місті.
Етномовний склад населених пунтів міськради (рідні мови населення за переписом 2001 р.)
|                                     | російська | українська | кримськотатарська | білоруська | вірменська |
| СЕВАСТОПОЛЬ (міськрада)             | 90,6      | 6,8        | 0,3               | 0,2        | 0,1        |
| ----------------------------------- | --------- | ---------- | ----------------- | ---------- | ---------- |
| м. СЕВАСТОПОЛЬ                      | 91,4      | 6,5        | 0,1               | 0,2        | 0,1        |
| БАЛАКЛАВСЬКИЙ район, м. СЕВАСТОПОЛЬ | 89,3      | 8,6        | 0,1               | 0,1        | 0,1        |
| ГАГАРІНСЬКИЙ район, м. СЕВАСТОПОЛЬ  | 91,6      | 6,3        | 0,1               | 0,2        | 0,1        |
| ЛЕНІНСЬКИЙ район, м. СЕВАСТОПОЛЬ    | 91,5      | 6,0        | 0,0               | 0,2        | 0,2        |
| НАХІМОВСЬКИЙ район, м. СЕВАСТОПОЛЬ  | 91,7      | 6,8        | 0,0               | 0,2        | 0,1        |
| м. ІНКЕРМАН                         | 91,2      | 5,2        | 0,2               | 0,1        | 0,1        |
| смт КАЧА                            | 94,0      | 5,1        |                   | 0,2        | 0,0        |
| с. ВИШНЕВЕ                          | 74,8      | 6,6        | 3,4               | 0,3        |            |
| с. ОРЛІВКА                          | 76,1      | 15,2       | 2,5               | 0,2        |            |
| с. ОСИПЕНКО                         | 83,9      | 12,4       |                   |            | 0,3        |
| с. ПОЛЮШКО                          | 53,4      | 13,4       | 20,0              | 0,5        | 0,3        |
| с. ОРЛИНЕ                           | 75,4      | 7,7        | 2,6               | 0,4        | 0,6        |
| с. ГОНЧАРНЕ                         | 62,4      | 26,1       |                   | 0,3        |            |
| с. КИЗИЛОВЕ                         | 84,9      | 15,2       |                   |            |            |
| с. КОЛХОЗНЕ                         | 88,9      |            |                   |            |            |
| с. НОВОБОБРІВСЬКЕ                   | 65,5      | 12,5       | 1,4               |            |            |
| с. ОЗЕРНЕ                           | 98,3      | 1,7        |                   |            |            |
| с. ПАВЛІВКА                         | 77,5      | 17,6       | 0,5               | 0,7        |            |
| с. ПЕРЕДОВЕ                         | 69,6      | 17,2       | 4,5               |            |            |
| с. ПІДГІРНЕ                         | 82,3      | 1,6        |                   | 3,2        |            |
| с. РЕЗЕРВНЕ                         | 78,4      | 19,4       |                   |            | 1,5        |
| с. РОДНИКІВСЬКЕ                     | 79,0      | 6,4        |                   | 0,6        |            |
| с. РОЗСОШАНКА                       | 95,9      | 1,6        |                   |            |            |
| с. ТИЛОВЕ                           | 81,4      | 10,0       |                   |            |            |
| с. ШИРОКЕ                           | 69,5      | 16,5       |                   | 1,3        | 1,1        |
| с. ТЕРНІВКА                         | 73,6      | 13,4       | 2,3               | 0,3        | 0,2        |
| с. РІДНЕ                            | 56,6      | 15,4       | 1,6               | 0,3        | 0,3        |
| с. АНДРІЇВКА                        | 93,9      | 5,5        | 0,1               | 0,2        |            |
| с-ще СОНЯЧНИЙ                       | 76,8      | 21,2       | 0,1               | 0,2        |            |
| с. ВЕРХНЬОСАДОВЕ                    | 83,5      | 9,5        | 3,9               | 0,4        | 0,0        |
| с. ДАЛЬНЄ                           | 83,4      | 15,7       |                   | 0,4        | 0,2        |
| с. КАМИШЛИ                          | 50,0      | 16,7       |                   |            |            |
| с. ПИРОГОВКА                        | 89,4      | 6,3        |                   | 0,3        |            |
| с. ПОВОРОТНЕ                        | 71,6      | 14,2       |                   |            | 1,7        |
| с. ФРОНТОВЕ                         | 70,7      | 12,0       | 13,1              | 0,2        |            |
| с. ФРУКТОВЕ                         | 91,7      | 8,1        |                   |            |            |

### Вільне володіння мовами
За даними Всеукраїнського перепису населення 2001 року, 26,66% мешканців Севастополя вказали вільне володіння українською мовою, а 99,18% - російською мовою. 89,03% мешканців Севастополя вказали вільне володіння мовою своєї національності.
Вільне володіння мовами найбільш чисельних національностей Севастополя за даними перепису населення 2001 р.
|                 | своєї національності | українська | російська |
| --------------- | -------------------- | ---------- | --------- |
| Росіяни         | 99,79%               | 15,21%     |           |
| Українці        | 64,78%               |            | 97,59%    |
| Білоруси        | 23,82%               | 19,09%     | 98,08%    |
| Татари          | 65,80%               | 13,97%     | 95,70%    |
| Кримські татари | 49,84%               | 17,55%     | 94,94%    |
| Вірмени         | 47,08%               | 13,50%     | 97,88%    |
| Євреї           | 4,63%                | 24,02%     | 99,70%    |
| Молдовани       | 48,81%               | 22,72%     | 98,13%    |
| Азербайджанці   | 64,71%               | 12,56%     | 94,44%    |
| Поляки          | 17,59%               | 50,69%     | 97,76%    |
| Чуваші          | 40,75%               | 8,86%      | 98,43%    |
| Болгари         | 41,48%               | 35,56%     | 99,75%    |
| Мордва          | 31,42%               | 14,21%     | 97,54%    |
| Грузини         | 41,60%               | 16,53%     | 96,14%    |
| Німці           | 30,71%               | 17,32%     | 99,61%    |
| Греки           | 19,09%               | 30,71%     | 99,17%    |

## Динаміка населення
Населення Севастополя з 1801 по 2001 (без населених пунктів, підпорядкованих міськраді), тис. чол.
Севастополь є найсприятливішим містом України для проживання. Згідно з Держкомстатом України коефіцієнт приросту населення міста (внутрішня міграція) дорівнює 4,0 на 1000 осіб, тоді як ті ж показники в Києві та Одесі рівні 3,6 і 0,9 відповідно.
Середня тривалість життя (2009): 69,7 років (у чоловіків 63,7 років; у жінок 75,2 роки)
Севастополь є містом з найнижчим рівнем дитячої смертності по Україні з коефіцієнтом 4,9 на 1000 осіб.
Севастополь — другий за рівнем зайнятості після Києва: на тлі збільшення загального числа зайнятого населення з 61,7 % до 62,9 % відзначається позитивна тенденція руху робочої сили: коефіцієнт заміщення звільнених працівників зріс до 104,5 %.
Севастополь входить до трійки найбільш відвідуваних регіонів України. У святкові дні населення міста за рахунок приїжджих збільшується до 1 млн осіб.
Частина населення, яка має повну вищу освіту, в Севастополі дорівнює 32,5 %, що виводить його на третє місце в Україні після Києва (37,3 %) і Харкова (45,82 %).
За даними вибіркового обстеження кількість домогосподарств Севастополя склало 133,5 тис. У середньому домогосподарства складаються менше ніж з трьох осіб (2,48). Домогосподарства, в яких є діти у віці від 3 до 6 років, становлять 43,1 % від загальної кількості. У віці 7-13 років — 33,8 %. На домогосподарства з дітьми у віці до 3-х років припадає 18,0 %, 16-17 років — 11,7 %, 14-15 років — 10,1 %. За кількісним складом домогосподарства розподілилися наступним чином: домогосподарства, що складаються з двох осіб — 28,4 % від загальної кількості; з одного і трьох чоловік — 28,1 % і 24,2 % відповідно. Найменше домогосподарств, які складаються з чотирьох і більше осіб (19,3 % від загальної кількості).

## Місце народження
За переписом 2001 року 65,9% населення Севастополя народилися на території України (УРСР), 34,1% населення - на території інших держав (зокрема 26,9% - на території Росії, 1,5% - на території Білорусі, 1,1% - Казахстану). 41,4% населення народилися у Севастополі, 24,5% - у інших регіонах України, переважно у Криму.
Питома вага уродженців різних регіонів України у населенні Севастополя за переписом 2001 року:
| уродженців регіону | кількість | частка у населенні |
| Севастополя        | 155958    | 41,4               |
| АР Крим            | 27464     | 7,3                |
| Донецької          | 6175      | 1,6                |
| Вінницької         | 4425      | 1,2                |
| Запорізької        | 4461      | 1,2                |
| Херсонської        | 4509      | 1,2                |
| Одеської           | 3721      | 1,0                |
| Сумської           | 4298      | 1,1                |
| Дніпропетровської  | 3499      | 0,9                |
| Миколаївської      | 3228      | 0,9                |
| Луганської         | 2903      | 0,8                |
| Харківської        | 3081      | 0,8                |
| Полтавської        | 2880      | 0,8                |
| Житомирської       | 2808      | 0,7                |
| Хмельницької       | 2559      | 0,7                |
| Черкаської         | 2296      | 0,6                |
| Київської          | 2245      | 0,6                |
| Чернігівської      | 2386      | 0,6                |
| Кіровоградської    | 1998      | 0,5                |
| м. Києва           | 1834      | 0,5                |
| Львівської         | 1466      | 0,4                |
| Рівненської        | 1075      | 0,3                |
| Волинської         | 928       | 0,2                |
| Тернопільської     | 898       | 0,2                |
| Івано-Франківської | 649       | 0,2                |
| Чернівецької       | 495       | 0,1                |
| Закарпатської      | 358       | 0,1                |

## Зайнятість населення
Сфери зайнятості населення Севастопольської міськради за переписом 2001 року
| сфера діяльності                                                                 | кількість зайнятих | частка |
| -------------------------------------------------------------------------------- | ------------------ | ------ |
| Державне управління                                                              | 32 785             | 21,2%  |
| Оптова та роздрібна торгівля; торгівля транспортними засобами; послуги з ремонту | 23 666             | 15,3%  |
| Обробна промисловість                                                            | 17 258             | 11,1%  |
| Транспорт і зв'язок                                                              | 14 193             | 9,2%   |
| Освіта                                                                           | 12 472             | 8,0%   |
| Охорона здоров'я та соціальна допомога                                           | 10 632             | 6,9%   |
| Будівництво                                                                      | 9 027              | 5,8%   |
| Операції з нерухомістю, здавання під найм та послуги юридичним особам            | 8 698              | 5,6%   |
| Колективні, громадські та особисті послуги                                       | 6 516              | 4,2%   |
| Сільське господарство, мисливство та лісове господарство                         | 4 807              | 3,1%   |
| Готелі та ресторани                                                              | 4 705              | 3,0%   |
| Виробництво електроенергії, газу та води                                         | 4 305              | 2,8%   |
| Рибне господарство                                                               | 3 078              | 2,0%   |
| Фінансова діяльність                                                             | 1 306              | 0,8%   |
| Добувна промисловість                                                            | 980                | 0,6%   |
| Послуги домашньої прислуги                                                       | 450                | 0,3%   |
| Неточно вказали або не вказали вид діяльності                                    | 68                 | 0,0%   |
| Екстериторіальна діяльність                                                      | 11                 | 0,0%   |
| Всього зайнятих економічною діяльністю                                           | 154 957            | 100,0% |